# Ana Sofia Martins
Ana Sofia Martins Freire dos Santos Raposo (Lisboa, 29 de novembro de 1986) é uma modelo, apresentadora de televisão e atriz portuguesa.

## Biografia
Ana Sofia Martins nasceu a 29 de novembro de 1986 em Lisboa, filha de pai cabo-verdiano e mãe portuguesa.
Viveu com o pai nas semanas após a mãe sair de casa. Foi educada pelos padrinhos do irmão.
Aos 15 anos de idade, foi abordada na rua por uma agência de modelos. Entrou na agência DXL e entrou no circuito da moda internacional. Venceu um concurso em Portugal, que a levou a viajar para Istambul, na Turquia, de modo a representar o país na final do "Look Models International". Saiu de lá com o primeiro lugar e com contratos com algumas agências internacionais.
Ana Sofia participou em inúmeras campanhas publicitárias, destacando-se a da Benetton, que a catapultou para a fama, seguida de outras como MAC e Victoria's Secret. Na sua carreira de modelo salientam-se ainda editoriais de moda para Marie Claire, Glamour, Cosmo Girls, entre muitos outros. Desfilou para Narciso Rodriguez, Perry Ellis e Baby Phat.
Reconhecida como uma das manequins que mais se destacaram em 2009 foi nomeada na categoria de "Moda: Melhor Modelo Feminino" dos Globos de Ouro de 2010, a XV Gala. Seria posteriormente nomeada em 2011, 2013 e 2014.
Em julho de 2012, vence o casting da MTV Portugal, tornando-se VJ do canal, ao lado de Diogo Dias.
Em abril de 2014 lançou o seu próprio blog, o Universo da Ana Sofia, e tornou-se apresentadora da SIC Mulher com o programa A Minha Vida Dava um Blog. No mesmo ano, 2014, apresentou a cerimónia de entrega dos Prémios Sophia, da Academia Portuguesa de Cinema.
Já em 2015, Ana Sofia entra no mundo da representação a convite de José Eduardo Moniz, para protagonizar a novela A Única Mulher, da TVI. Ainda na TVI foi protagonista da também premiada Ouro Verde (2017).
Em 2018 representou o papel de Carolina em Valor da Vida.

### Vida pessoal
A atriz casou-se com o músico David Fonseca em 27 de setembro de 2019. À cerimónia, realizada numa quinta de Cascais, assistiram apenas familiares e amigos mais próximos.

## Televisão

### Filmografia
| Ano       | Projeto                               | Papel              | Notas                                                   | Canal      |
| --------- | ------------------------------------- | ------------------ | ------------------------------------------------------- | ---------- |
| 2014      | A Minha Vida Dava Um Blog             | Ela própria        | Apresentadora, ao lado de Mónica Santana Lopes          | SIC Mulher |
| 2015–2017 | A Única Mulher                        | Mara Venâncio      | Protagonista                                            | TVI        |
| 2017–2019 | A Tarde É Sua                         | Ela própria        | Apresentadora substituta, nas ausências de Fátima Lopes | TVI        |
| 2017      | Ouro Verde                            | Vera Andrade       | Antagonista                                             | TVI        |
| 2017–2018 | Desafia-te: Nunca Digas Nunca         | Ela própria        | Apresentadora, ao lado de Pedro Teixeira                | TVI        |
| 2018–2019 | Valor da Vida                         | Carolina Folque    | Protagonista                                            | TVI        |
| 2019      | Cabelo Pantene - O Sonho (1.ª edição) | Ela própria        | Jurada                                                  | TVI        |
| 2019      | Juntos em Festa                       | Ela própria        | Apresentadora                                           | TVI        |
| 2020      | Quer o Destino                        | Carla Isabel Silva | Elenco Principal                                        | TVI        |
| 2020      | Cabelo Pantene - O Sonho (2.ª edição) | Ela própria        | Apresentadora, ao lado de Luís Borges                   | TVI        |
| 2021      | Glória                                | Theresa            | Elenco Recorrente                                       | RTP1       |
| 2023      | Codex 632                             | Vitória            | Elenco Principal                                        | RTP1       |
| 2023      | João Sem Deus                         | Joana              | Participação Especial                                   | TVI        |
| 2024      | Congela                               | Ela própria        | Concorrente                                             | TVI        |
| 2024      | Azul                                  | Monique            | Elenco Adicional (OPTO)                                 | SIC        |

### Outros projetos especiais na televisão
| Ano  | Projeto                  | Notas                                                    | Canal        |
| ---- | ------------------------ | -------------------------------------------------------- | ------------ |
| 2012 | MTV VJ Casting           | Vencedora                                                | MTV Portugal |
| 2020 | Juntos de Novo           | Apresentadora, com Maria Cerqueira Gomes e Pedro Ribeiro | TVI          |
| 2020 | Quer o Destino - Ao Vivo | Apresentadora, ao lado de Pedro Teixeira                 | TVI          |

## Cinema
| Ano  | Projeto             | Personagem | Notas             |
| ---- | ------------------- | ---------- | ----------------- |
| 2019 | Quero-te Tanto!     | Lúcia      | Elenco Secundário |
| 2021 | Lovely, Dark & Deep |            | Teresa Sutherland |